# Walther Braithwaite
Walther Alexander Braithwaite (Distrito de Nickerie; 18 de noviembre de 1933-7 de enero de 2018) fue un entrenador y jugador de fútbol de Surinam.

## Trayectoria

### Como jugador
A los 17 años se mudó a Paramaribo y se unió al SV Transvaal y ganaría el Campeonato nacional en 1951. En 1956, fichó por el SV Voorwaarts, donde en 1957 ayudó al club a conseguir su cuarto campeonato nacional y su segundo campeonato personal.

### Como entrenador
En 1976, asumió el puesto directivo en la selección nacional de Surinam, con Ro Kolf como su asistente ayudaría al equipo a terminar en sexto lugar en la fase final de la campaña de clasificación para la Copa Mundial de la FIFA 1978. En 1985, asumió nuevamente como entrenador de la selección, no logrando clasificarse para la Copa Mundial de 1986 después de ser eliminado en la fase de grupos.

## Palmarés

### Títulos nacionales
| Título         | Equipo     | País    | Año  |
| -------------- | ---------- | ------- | ---- |
| Eerste Divisie | Transvaal  | Surinam | 1951 |
| Eerste Divisie | Voorwaarts | Surinam | 1957 |